# Procés R
El procés R (de 'ràpid') és un procés de captura de neutrons per elements radioactius que es dona en condicions d'alta temperatura i alta densitat neutrònica. Està relacionat amb els processos S i P. En el procés R, els nuclis són bombardejats per un elevat flux de neutrons per crear nuclis molt inestables amb gran quantitat de neutrons que desintegren molt ràpidament per formar nuclis estables però molt rics en neutrons.
El procés R, es creu que es dona en el nucli de ferro de les supernoves de col·lapse, on es donen les condicions físiques necessàries. Tanmateix, l'escassa abundància d'elements resultants del procés R requereix que, o només una petita fracció dels elements creats per aquesta via són alliberats a l'exterior de la supernova, o que en cada supernova es formen petites quantitats d'elements d'aquesta manera.
A causa de l'altíssim flux de neutrons en aquest procés (de l'ordre de 1022 neutrons per cm² per segon), la velocitat de formació d'isòtops és molt més gran que la desintegració beta posterior; per tant, els elements creats d'aquesta manera pugen ràpidament per la línia d'estabilitat N/Z, fins i tot travessant zones d'inestabilitat, on l'energia de separació neutró és zero (neutron drip line). Els neutrons s'acumulen, creant nous isòtops fins a arribar a la regió on A = 270 (zona del Rutherfordi- Darmstadti), on experimenten fissions espontànies a causa de la inestabilitat del nucli format.

Taula periòdica que mostra l'origen cosmogènic de cada element. Els elements més pesats que el ferro amb origen en supernoves solen ser els produïts pel procés r, que és alimentat per esclats de neutrons de les supernoves.

Els pics d'abundància d'elements mostren proves de la captura de neutrons ràpida, seguida d'una desintegració beta posterior, ja que els pics d'abundància del procés R estan 10 uma per sota dels formats pel procés S (en què es formen capes concèntriques tancades de neutrons), indicant que la pujada per la línia N/Z dona lloc a capes de neutrons tancades amb la suficient deficiència protònica per a fer els pics resolubles.